# Niha, Idlib
Niha, Idlib (tiếng Ả Rập: النيحة) là một ngôi làng Syria nằm ở Al-Tamanah Nahiyah ở huyện Maarrat al-Nu'man, Idlib. Theo Cục Thống kê Trung ương Syria (CBS), Niha, Idlib có dân số 537 người trong cuộc điều tra dân số năm 2004.